# Francesco Nerli den äldre
Francesco Nerli, född 1594 i Florens, död 6 november 1670 i Rom, var en italiensk kardinal och ärkebiskop. Han var ärkebiskop av Florens från 1652 till 1670.

## Biografi
Francesco Nerli studerade litteratur, rättsvetenskap, etik, fysik, matematik, teologi, patristik, historia, talekonst, poesi och filosofi. Han var för en tid refendarieråd vid Apostoliska signaturan. Nerli prästvigdes i augusti 1649.
I februari 1650 utnämndes Nerli till biskop av Pistoia och biskopsvigdes den 6 juni samma år av kardinal Giacomo Panciroli i Cappella Paolina i Palazzo del Quirinale. I december 1652 installerades Nerli som ärkebiskop av Florens.
I november 1669 upphöjde påve Clemens IX Nerli till kardinalpräst och han erhöll året därpå San Bartolomeo all'Isola som titelkyrka. Han deltog i konklaven 1669–1670, vilken valde Clemens X till ny påve.
Kardinal Nerli avled i Rom år 1670 och är begravd i Cappella dei Cosma e Damiano i kyrkan San Giovanni dei Fiorentini.

## Bilder

Kardinal Francesco Nerlis titelkyrka
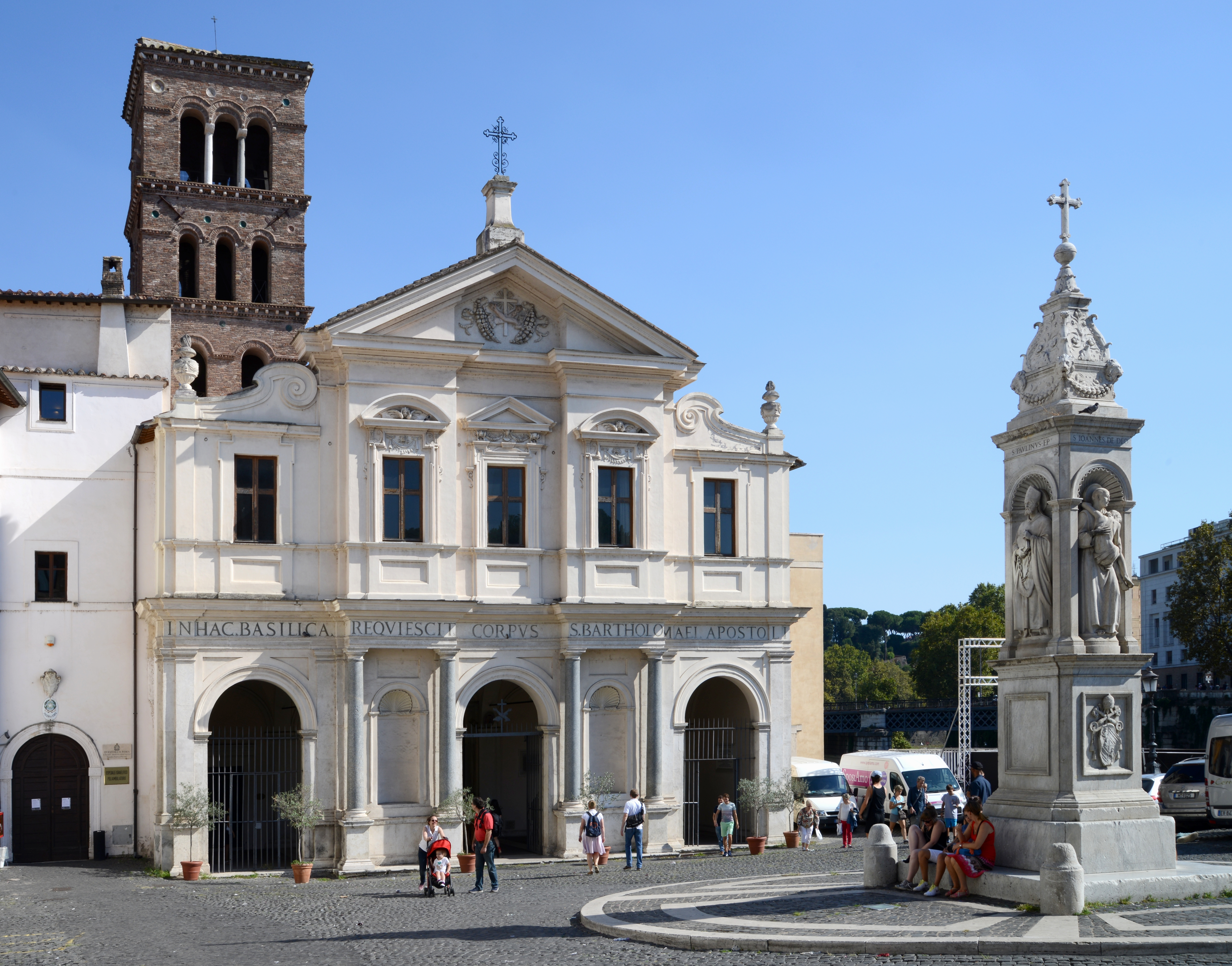
San Bartolomeo all'Isola.